# Bretagne Culture Diversité
Bretagne Culture Diversité (BCD, ou BCD / Sevenadurioù Breizh), créée en 2012, est une association dont la mission est la promotion et la diffusion de la matière culturelle de Bretagne, l'inventaire de son patrimoine culturel immatériel (PCI) et la valorisation de la diversité culturelle sur l’ensemble de la Bretagne historique. Son but est de favoriser l’accessibilité et de valoriser les contenus culturels et scientifiques relatifs à la Bretagne par le biais des nouvelles technologies de l’information et de la communication.
Parmi les axes d'action de BCD, il est possible de mentionner la création et animation de sites Internet sur la Bretagne et la diversité culturelle, la mise en place d’inventaires du PCI, la mise en réseau des différents acteurs de la culture en Bretagne, la gestion et animation du portail numérique Bretania...

## Histoire
La création de Bretagne Culture Diversité en 2012 est le résultat d'une double dynamique. D'une part, des acteurs du monde culturel, et notamment Dastum, ont commencé à explorer la thématique du patrimoine culturel immatériel à la suite de la ratification en 2006 par la France de la Convention de l'UNESCO pour la sauvegarde du patrimoine culturel immatériel. En 2008 ils organisent notamment les Rencontres internationales du PCI de Bretagne, qui débouchaient sur un texte: "Appel à la reconnaissance du patrimoine culturel immatériel de Bretagne". D'autre part, le conseil régional de Bretagne, récemment passé à gauche pour la première fois, mène une réflexion sur la modernisation de la politique culturelle de la région. Lors de la session plénière d’octobre 2008, il exprime ainsi sa volonté de "réinterroger les outils issus de la charte de 1977", "de [les] revisiter […] et de les adapter à une nouvelle identité créatrice".
Pour ce faire, le conseil régional décide tout d'abord de transformer le Conseil culturel de Bretagne, qui d'association devient une chambre consultative, assemblée de plein droit adossée au conseil régional et au Conseil économique et social régional. Concernant l’Institut culturel de Bretagne, il lui est reproché, aussi bien de la part d’élus politiques que d’acteurs culturels, d’être devenu le produit d’intérêts particuliers, cultivant une certaine forme d’"entre-soi". Décision est donc prise de la remplacer par une structure plus ouverte et transversale.
En 2011, Charles Quimbert, alors directeur de Dastum, est chargé par le conseil régional de Bretagne d'étudier l'opportunité et les modalités de création d'une structure régionale consacrée au patrimoine culturel immatériel dans la région. En mai 2012, Bretagne Culture Diversité, association loi de 1901, est créée avec le soutien de la région. Charles Quimbert en devient le directeur. Comme le souligne Julie Léonard, "La refonte des outils de la charte, l’évolution du jeu des échelles et la redéfinition de la politique culturelle ont offert au PCI un contexte de réception favorable de la part des élus régionaux". 
L'assemblée générale constitutive se tient le 23 octobre 2012. L'universitaire Ronan Le Coadic devient président de la nouvelle association. Le conseil d'administration est composé de représentants d'associations culturelles bretonnes. L'association se dote également d'un conseil de surveillance, présidé par le vice-président à la culture du conseil régional, et d'un conseil scientifique. La création de BCD reflète l'impact en Bretagne des Conventions universelles sur la diversité culturelle et sur le patrimoine culturel immatériel. L’association a pour originalité d'être tout à la fois chargée du patrimoine immatériel régional et de la promotion de la diversité culturelle sur ce même territoire.
Bretagne culture diversité est représentée au Conseil culturel de Bretagne. L'association a fête ses 10 ans en septembre 2022.

## Missions
Bretagne culture diversité a pour mission d’assurer la promotion et la diffusion de la matière culturelle de Bretagne et de la diversité culturelle à l’échelle des cinq départements de la Bretagne historique. Quatre missions structurent cet objectif, selon les statuts de l'association:
- La vulgarisation et la diffusion de la "matière culturelle de Bretagne" (c'est-à-dire l’ensemble des savoirs et travaux qui concernent la Bretagne, toutes disciplines confondues : histoire, géographie, ethnologie, linguistique, environnement, etc.) Les articles sont rédigés par des chercheurs et des chercheuses, experts dans leur domaine. L'ensemble de ces articles, autrement appelés dossiers thématiques sont mis en ligne sur le site Bécédia, à raison de deux articles par mois environ. Peu à peu, une encyclopédie, unique et originale, variée dans ses supports, se constitue. Une équipe éditoriale pilote cette encyclopédie numérique, choisit et angle les sujets, coordonne le travail de rédacteurs et rédactrices et la mise en ligne des articles. Le site a désormais un ISSN, un numéro international qui permet d'identifier de manière unique une publication en série.
- L’inventaire permanent du patrimoine culturel immatériel en Bretagne;
- La promotion de la diversité culturelle; via le site BED.
- La gestion et l’animation du portail des cultures de Bretagne, Bretania.

Tout ceci fait de BCD le chef de file pour tout ce qui concerne le patrimoine culturel immatériel en Bretagne.

## Réalisations
Les missions de l'association s'incarnent dans des projets virtuels ou concrets. L'association propose un volet numérique conséquent, avec plusieurs sites internet : Bécédia, un site de ressources sur la Bretagne; Bretania, le "portail des cultures de Bretagne"; Bazhvalan, qui permet mettre en lien bretonnants de naissance et apprenants, et Baçadou, équivalent pour le gallo; BED, Bretagne et diversité, sur le cinéma et la diversité culturelle dans le monde,; enfin le site PCI concerne le patrimoine culturel immatériel en Bretagne.
BCD est aussi présente sur le terrain. Elle organise régulièrement des événements scientifiques et culturels, tels que des conférences et colloques. Ainsi, en 2012 et 2016, l'association a organisé des Rencontres internationales du patrimoine culturel immatériel en Bretagne dans le cadre du festival "No Border" à Brest. En 2017, l'association a piloté la conférence "Nommer les territoires" (24 novembre 2017). Pour l'année 2022-2023, l'association propose, en partenariat avec les médiathèques de Lorient, un cycle consacré aux migrations (immigration et émigration). Ces rencontres réunissent, une fois par mois, un chercheur ou une chercheuse et un grand témoin de la migration. 
BCD organise aussi des expositions, qui circulent ensuite en Bretagne. Mentionnons ainsi "À la découverte du PCI en Bretagne", inaugurée en décembre 2015,, et "Bretagne & diversité".
BCD travaille également à réaliser des inventaires du PCI en Bretagne. Elle travaille ainsi sur un inventaire du PCI en Pays Centre Ouest-Bretagne,. De même, elle porte le projet d'un inventaire participatif des pardons,. Enfin, elle initie un inventaire sur le savoir-faire de la broderie et de la dentelle. Ces inventaires peuvent déboucher sur des fiches pour l'inventaire national du PCI. Ex.: le pardon.
BCD peut aussi être éditeur et producteur. Il a ainsi, entre autres, produit le webdocumentaire "À bientôt de vos nouvelles: correspondances de poilus".
BCD organise enfin des cycles de formation à la culture et au patrimoine.

## Organisation
Bretagne Culture Diversité est une association loi de 1901. Elle est composée d'un bureau, d'un conseil d'administration, d'un conseil de surveillance et d'un conseil scientifique.

### Le bureau
Élu le 4 juin 2022 :
- Président : Philippe Ramel
- Secrétaire : Jean-Jacques Monnier
- Trésorier : Charles Quimbert
- Secrétaire-adjointe : Marie-Barbara Le Gonidec
- Autres membres : Marthe Vassalo, Joseph Martin, Michel Guilloux

### Le conseil d'administration
Il est constitué de membres individuels et d'associations culturelles bretonnes, dont la Fédération des amis de la lutte et des sports et jeux d'adresse de Bretagne (FALSAB), les Assembllées Galèzes, Dastum, la Cinémathèque de Bretagne, Kuzul ar Brezhoneg, Kenleur, Sonerion, et Gouelioù Breizh.

## Partenaires

### Partenaires institutionnels
- la Région Bretagne
- la ville de Lorient
- le Pays Centre-Ouest Bretagne

### Affiliations
- BCD est représentée au conseil scientifique du Musée de Bretagne
- BCD est représentée au conseil scientifique du Parc naturel régional du golfe du Morbihan
- BCD est représentée au Conseil culturel de Bretagne

### Partenaires associatifs
- Rhizomes,  pour  le projet BED[31]
- Le festival NoBorder[32]
- Les Transmusicales de Rennes[33]
- Le Festival de cinéma de Douarnenez[34]

## Publications
- Le Coadic (Ronan) et al., Rencontres internationales du patrimoine culturel immatériel en Bretagne, Actes des Rencontres de Brest des 14&15 décembre 2012, Lorient: Bretagne Culture Diversité, coll. Brug, 2014.
- Le Coadic (Ronan), Minorités & mondialisation, Lorient: Bretagne Culture Diversité, coll. Brug, 2016.
- Ramel (Philippe), Quimbert (Charles), Léonard (Julie) dir., 3e Rencontres internationales du patrimoine culturel immatériel en Bretagne, Actes des Rencontres de Brest des 8&9 décembre 2016, Lorient: Bretagne Culture Diversité, coll. Brug, 2018.
- Broyart (Benoît), Carnet de bord. À la découverte de la Bretagne avec Solenn et Plop, Spézet: Bretagne Culture Diversité / Coop Breizh, 2020.